# 207653 Anatolymokrenko
207653 Anatolymokrenko è un asteroide della fascia principale. Scoperto nel 2007, presenta un'orbita caratterizzata da un semiasse maggiore pari a 3,164903 UA e da un'eccentricità di 0,347995, inclinata di 23,352039° rispetto all'eclittica.